# Rotación absoluta

Pelota que rebota en una estación espacial en rotación: La realidad objetiva del rebote de la pelota en el casco exterior es confirmada tanto por un observador rotatorio como por un no rotatorio, por lo que la rotación de la estación espacial es un hecho "absoluto", objetivo, independientemente del marco de referencia elegido.

En física, el concepto de rotación absoluta - rotación independiente de cualquier referencia externa- es un tema de debate sobre la relatividad, la cosmología y la naturaleza de las leyes físicas.
Para que el concepto de rotación absoluta tenga sentido desde el punto de vista científico, debe poder medirse. En otras palabras, ¿puede un observador distinguir entre la rotación de un objeto observado y su propia rotación? Newton propuso dos experimentos para resolver este problema. Uno es el efecto de la fuerza centrífuga sobre la forma de la superficie del agua que gira en un  cubo, equivalente al fenómeno de la  gravedad rotacional utilizado en las propuestas de  vuelos espaciales tripulados.
El segundo es el efecto de la fuerza centrífuga sobre la tensión de una cuerda que une dos esferas que giran alrededor de su centro de masa.